# Shania Twain
Shania Twain (Windsor, Ontario, 1965. augusztus 28. –) ötszörös Grammy-díjas kanadai énekesnő és dalszerző.

## Fiatalkora
Shania Twain 1965. augusztus 28-án, Eilleen Regina Edwards néven született Kanadában, az Ontario állambeli Windsorban. Öten voltak testvérek, ő volt a második legidősebb közülük. Gyerekkorát Timminsben töltötte, 500 mérföldre Torontótól északra, ahol ojibwe ("Pattogós beszédű") indián mostohaapja, Jerry Twain és édesanyja, Sharon nevelték közösen. Gyakran nem volt mit enniük, annyira szegények voltak, a zene viszont mindig ott volt az életükben.
Shania gyakran ragadta meg gitárját és vonult vissza a szobájába, hogy énekelhessen és dalt írhasson. Édesanyja észrevette, hogy Shania igazi tehetség, ezért a rádióban, TV Stúdiókban, közösségi házakban, nyugdíjas-otthonokban is énekelt már nyolcéves korától kezdve.
1987-ben, amikor 21 éves volt, a szülei meghaltak autóbalesetben, így rá hárult az összes ház körüli munka és vigyáznia kellett a három, nála fiatalabb testvérére, vezetnie kellett a háztartást. Három évig szinte kizárólag a testvérei nevelésével foglalkozott.

## Zenei karrierjének főbb állomásai
1993 – Shania Twain (az 1. album)
Debütáló albuma 1993-ban készült el, de nem volt túl sikeres. Csak egy olyan dal szerepelt, ami igazán Shaniára jellemző, a God Ain’t Gonna Getcha for That. A What Made You Say That és a Dance with the One That Brought You a Billboard kislemezslágerlista 55. helyén landolt. Shania ezután ismerkedett meg Robert John "Mutt" Lange rockproducerrel, aki felfigyelt Shania tehetségére és tovább egyengette zenei karrierjét. 1993. december 28-án összeházasodtak. Házasságuk 2008-ban romlott meg, majd 2010. június 9-én elváltak. Munkájuk első eredményei közé tartozik a Whose Bed Have Your Boots Been Under? című szám, ami 1995 januárjában a Billboard 11. helyén végzett.
1995 – The Woman in Me (a 2. album)
Shania második nagylemeze a The Woman in Me címet kapta és több mint 18 millió példányban kelt el. Twain megkapta a minden idők legkelendőbb countryénekesnőjének járó díjat. Első kislemeze az Any Man of Mine volt, ami májusban az első helyen végzett. Utána következett az (If You’re Not in It for Love) I’m Outta Here!, a You Win My Love és a No One Needs to Know, ezek a dalok is első helyeken végeztek a slágerlistákon. Az album nyert egy Grammy-díjat és az év countrylemezének kiáltották ki. Az Academy of Country Music díjátadón Shania 1995-ben vette át a díjat.
1997 – Come On Over (a 3. album)
Shania harmadik albumát, a Come On Overt két évvel az előző után adták ki, 1997-ben. Twain ismét a formáját hozta: a Honey, I’m Home és a Love Gets Me Every Time is listavezetők lettek. A You’re Still the One című lassú dal első helyen végzett a countryslágerlistán és a másodikon a Billboard Hot 100-on, popslágerek mellett. Ezután jött a pimasz hangvételű Man! I Feel Like a Woman!, ami bekerült a country slágerlistán a top 5-be. A Come On Over nagylemezből 39 millió példány kelt el világszerte.
1998–1999 – Az első nagy sikerű turné
Shania 1998-ban turnézni indult Come On Over című albumát népszerűsítendő. A turnénak meg is lett az eredménye, ugyanis Shania jobbnál jobb díjakat kapott. Részt vett az ACM és a Country Music Association díjátadókon, és összesen 5 Grammy-díjat nyert, köztük kettőt a legjobb countrydalért (You’re Still the One; Come On Over) és kettőt a legjobb női countryének-előadásért (Man! I Feel Like a Woman; You’re Still the One). Az American Music Awardson is nyert díjakat, és Kanadában is, pl. a Canadian Country Music Awardson és a Canada’s JUNO Awardson. 1999-ben a Broadcast Music Inc. (BMI) Shaniát a legjobb dalszerzőnek és a legjobb popdalszerzőnek járó díjjal lepte meg a You’re Still the One című számért. Ezt a számot az év balladájának és az év popdalának is nevezték. Shania 1999 végén, a karrierje csúcspontján visszavonult férjével Svájcba. 2001. augusztus 12-én megszületett kisfia, Eja.
2002 – Up! (a 4. album)
2002-ben jött az új, 19 dalt tartalmazó lemez, az Up! Az albumból alig egy hónap alatt 3 millió darabot adtak el. Az első kislemezdal az I’m Gonna Getcha Good volt. Az Up! nagylemez az év legjobb albuma lett. A lemezt 11 millióan vették meg csak Amerikában. Shania rekordot döntött: három egymás utáni nagylemeze több, mint tízszeres platinalemez lett: a The Woman in Me tizenkétszeres, a Come On Over hússzoros, az Up! tízszeres platinalemez minősítést kapott a RIAA-tól. Shania Up! turnéja (2003 szeptember – 2004 július) az öt legnagyobb bevételt hozó turné közé tartozik.
2004 – Greatest Hits (válogatásalbum)
Shania 2004. november 9-én megjelent Greatest Hits albumán a 17 legsikeresebb szám van és három teljesen új dal. Az első kislemez a Party for Two, egy mókás, flörtölős dal. Két verziója van: egyiket Billy Currington countryzenésszel, a másikat pedig Mark McGarthtal énekli Shania.
2005–2011 – Visszavonulás
Shania ezután egy időre visszavonult, de 2011 közepén egy új dalt adott ki.
Lemezei eddig összesen kb. 65 millió példányban keltek el.

## Diszkográfia
Albumok
- 1993: Shania Twain
- 1995: The Woman in Me
- 1997: Come On Over
- 2002: Up!
- 2004: Greatest Hits
- 2017: Now
- 2023: Queen of Me